# Chaldi
Chaldi (urart. Dḫal-di) – naczelne bóstwo panteonu urartyjskiego, małżonek bogini Arubaini. Jego imię oznaczało prawdopodobnie „niebieski”. Głównym ośrodkiem kultu Chaldiego było miasto Musasir, po którego zburzeniu w 714 roku p.n.e. bóstwo stopniowo utraciło swoje znaczenie.

## Pochodzenie Chaldiego
Większość bóstw Urartu została zapożyczona z Mezopotamii. Chaldi początkowo był plemiennym bogiem Urartyjczyków. Według najbardziej rozpowszechnionej teorii plemiona urartyjskie, nazywane też ludem Nairi, migrowały wzdłuż Wyżyny Armeńskiej z rejonów Rewanduz w prowincji Azerbejdżan Zachodni w Iranie; w czasie wędrówki szerzyły kult Chaldiego.
Etymologia jego imienia pozostaje niejasna. Prawdopodobnie pochodzi od wyrazu „niebo”, gdyż takie znaczenie ma słowo hal- w językach północno-wschodniokaukaskich, z którymi języki huro-urartyjskie są spokrewnione. W tym przypadku imię Chaldi mogło oznaczać „niebieski”. 
Głównym ośrodkiem kultu Chaldiego było miasto Musasir, położone obecnie w zachodniej części prowincji Azerbajdżan Zachodni. Po tym, jak Musasir w IX wieku p.n.e. został włączony do Urartu, Chaldi został głównym bóstwem panteonu. Za panowania króla Iszpuini nastąpiło wykrystalizowanie zasad religii urartyjskiej, a cześć, którą oddawano Chaldiemu, zaczęła przypominać sposób, w jaki czczono Aszura w sąsiedniej Asyrii.

## Kult Chaldiego
Imię Chaldiego występowało na początku dokumentów królewskich: „Silny Chaldim Menua, syn Iszpuniego, rzecze...” Niekiedy Chaldi był głównym bohaterem wypraw wojskowych Urartu: „Bóg Chaldi ze swoją bronia rozpoczął wyprawę, pokonał krainę Erikuachi, podbił miasto Luchiuni, rzucił je do nóg Menui. Chaldi potężny, broń boga Chaldiego potężna”. Podobne sformułowania fraz zostały zapożyczone z Asyrii.
Modlitwom do Chaldiego towarzyszyły ofiary ze zwierząt domowych. Według tekstów urartyjskich bóstwu przysługiwała jednorazowo ofiara z siedemnastu wołów i trzydziestu czterech owiec. 
Składanie ofiar odbywało się w świątyniach Chaldiego, ulokowanych prawdopodobnie we wszystkich miastach urartyjskich. Świątynie budowano w obrębie twierdzy na wzniesieniu, drugim pod względem wysokości (na najwyższym mieścił się pałac królewski). Każda miała wieżę, przypominającą ziggurat. Ściany świątynne zdobiono bronią. Czynność ta symbolizowała więź między wolą boga a zwycięstwem armii Urartu.

## Wizerunki Chaldiego
Zgodnie z kanonami sakralnej sztuki Starożytnego Wschodu Chaldiego przedstawiano z profilu. Postać mogła mieć (ale niekoniecznie) brodę i skrzydła. Niekiedy Chaldi trzymał w ręku przedmioty o nieznanym przeznaczeniu. Często był przedstawiany stojący na lwie, spotykane są również wizerunki bóstwa na byku. W niektórych przypadkach na lwie był też przedstawiany Tejszeba – drugie po Chaldim główne bóstwo panteonu urartyjskiego.

## Zanikanie kultu Chaldiego
W 714 roku p.n.e. król asyryjski Sargon II po długotrwałej wojnie pokonał wojska króla urartyjskiego, Rusy II, i w rezultacie niespodziewanego dla Urartyjczyków manewru swojej armii zdobył i zburzył Musasir, główne miasto kultu Chaldiego. To wydarzenie zbiegło się z początkiem zmierzchu państwowości Urartu. Musasir nie został odbudowany i kult Chaldiego zaczął zanikać.
W ostatnich latach istnienia Urartu stolicę przeniesiono do Tejszebaini, ośrodka kultu Tejszeby. W dokumentach królewskich coraz częściej zwracano się do Tejszeby, a nawet asyryjskiego Aszura i babilońskiego Marduka. W pochodzącym z VIII wieku p.n.e. liście króla Asyrii, którego autorstwo przypisuje się Tiglat-Pileserowi III lub Sargonowi II wspomniany został zwiadowca Parni-aldi. Imię to przyczyniło się do powstania hipotezy, że oznacza ono „posiadający farn od boga Chaldiego”, gdzie farn to religijny irański termin; aldi w imieniu szpiega to regionalne zniekształcenie imienia Chaldi. Zdaniem I.M. Djakonowa Chaldi przetrwał jako Michrom w religii plemion ormiańskich. Został zapożyczony od ludów irańskich, które po upadku Urartu włączyli go do swojej mitologii.